# Jan Rokycana

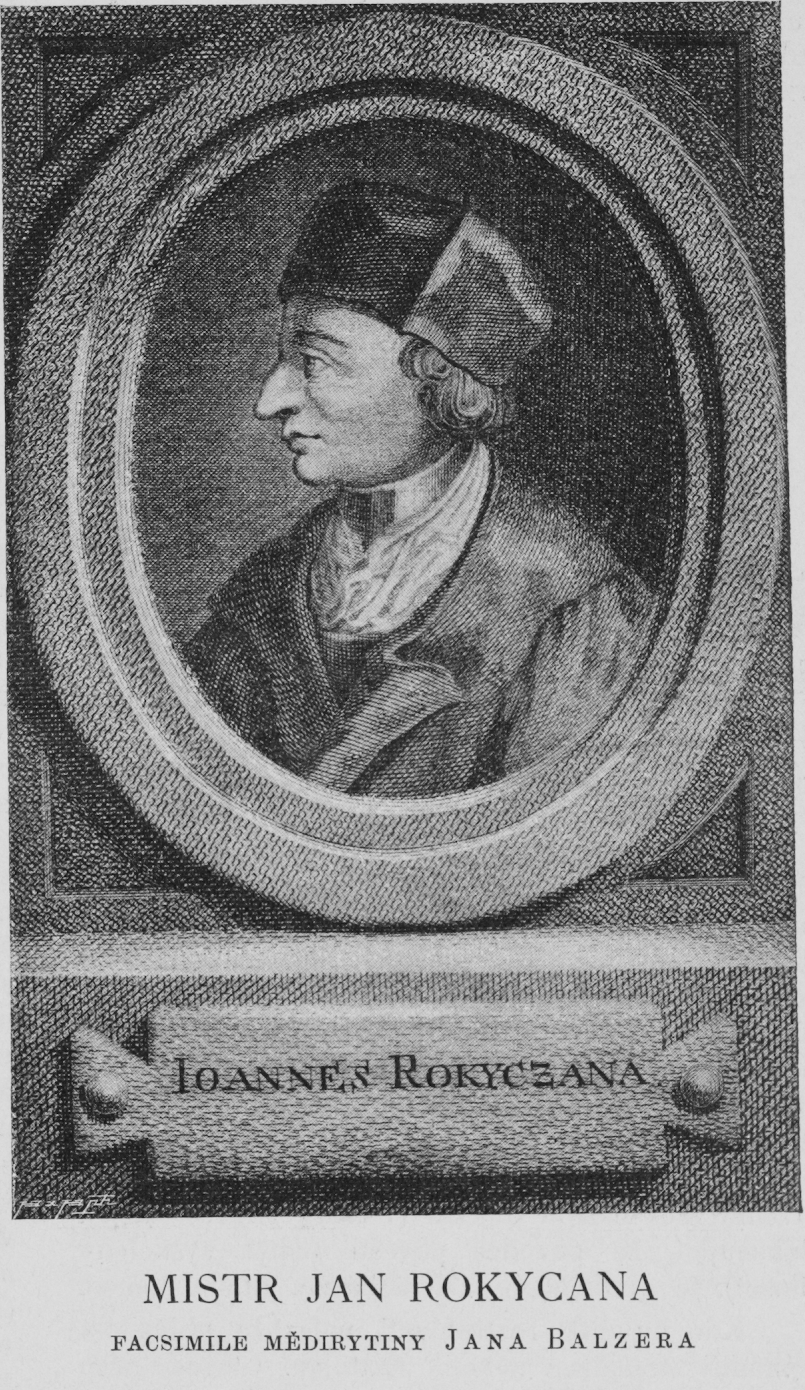
Jan Rokycana

Jan Rokycana, född cirka 1395, död 1471, var en husitisk ärkebiskop (1436, ej erkänd av påvestolen), magister i de fria konsterna (1430), predikant i Týnkyrkan. Han var elev till Jakoubek från Stříbro, och företrädare för den husitiska mittenfalangen. 

## Kronologisk översikt
- 1423: deltog i den andra debatten mellan utrakvister och taboriter på Konopiště
- 1424: prästvigd
- 1427: utnämnd till högste företrädare för det utrakvistiska prästerskapet, räddade flera kuppmakares liv i samband med det misslyckade kuppförsöket i Prag
- 1429: deltog vid lantdagen i Prag
- 1431: deltog i en husitisk debatt i Prag
- 1432: organiserade en husitisk synod, deltog i en tredje husitisk delegation till förhandlingar i Cheb
- 1432–1433: deltog i den husitiska delegationen till konciliet i Basel
- 1433: deltog i förhandlingarna med konciliets legater vid Treenighetsdagen i Prag, deltog vid Martinsdagen i Prag, där han förespråkade sin gyllene medelväg mellan de radikala och högerfalangen
- 1434: sjuk (maj), organiserade en husitisk synod i Prag, ledde en utrakvistisk delegation till förhandlingar med kejsar Sigismund i Regensburg (sept)
- 1435: deltog i ett möte med kejsar Sigismund i Brno, vald till ärkebiskop
- 1436: deltog i kompaktatsförhandlingarna i Jihlava
- 1437: fråntagen sitt pastorsämbete i Týnförsamlingen, gavs en tillflyktsort på Kunětická Hora av Diviš Bořek z Miletínka